# Limas
Limas és un municipi francès situat al departament del Roine i a la regió d'Alvèrnia-Roine-Alps. L'any 2007 tenia 4.386 habitants.

## Demografia

### Població
El 2007 la població de fet de Limas era de 4.386 persones. Hi havia 1.724 famílies de les quals 431 eren unipersonals (127 homes vivint sols i 304 dones vivint soles), 543 parelles sense fills, 589 parelles amb fills i 161 famílies monoparentals amb fills.
La població ha evolucionat segons el següent gràfic:
Habitants censats

### Habitatges
El 2007 hi havia 1.836 habitatges, 1.753 eren l'habitatge principal de la família, 15 eren segones residències i 68 estaven desocupats. 1.184 eren cases i 649 eren apartaments. Dels 1.753 habitatges principals, 1.107 estaven ocupats pels seus propietaris, 614 estaven llogats i ocupats pels llogaters i 32 estaven cedits a títol gratuït; 12 tenien una cambra, 67 en tenien dues, 289 en tenien tres, 483 en tenien quatre i 902 en tenien cinc o més. 1.316 habitatges disposaven pel capbaix d'una plaça de pàrquing. A 749 habitatges hi havia un automòbil i a 845 n'hi havia dos o més.

### Piràmide de població
La piràmide de població per edats i sexe el 2009 era:
| Homes | Edats   | Dones |
| ----- | ------- | ----- |
| 0     | 95 o +  | 4     |
| 12    | 90 a 94 | 8     |
| 12    | 85 a 89 | 24    |
| 12    | 80 a 84 | 28    |
| 68    | 75 a 79 | 72    |
| 52    | 70 a 74 | 92    |
| 124   | 65 a 69 | 132   |
| 92    | 60 a 64 | 120   |
| 128   | 55 a 59 | 116   |
| 160   | 50 a 54 | 184   |
| 148   | 45 a 49 | 148   |
| 120   | 40 a 44 | 156   |
| 172   | 35 a 39 | 168   |
| 128   | 30 a 34 | 160   |
| 76    | 25 a 29 | 84    |
| 80    | 20 a 24 | 84    |
| 160   | 15 a 19 | 132   |
| 176   | 10 a 14 | 156   |
| 168   | 5 a 9   | 204   |
| 100   | 0 a 4   | 104   |

## Economia
El 2007 la població en edat de treballar era de 2.812 persones, 2.054 eren actives i 758 eren inactives. De les 2.054 persones actives 1.873 estaven ocupades (998 homes i 875 dones) i 182 estaven aturades (75 homes i 107 dones). De les 758 persones inactives 248 estaven jubilades, 271 estaven estudiant i 239 estaven classificades com a «altres inactius».

### Ingressos
El 2009 a Limas hi havia 1.738 unitats fiscals que integraven 4.445 persones, la mediana anual d'ingressos fiscals per persona era de 20.628 €.

### Activitats econòmiques
Dels 383 establiments que hi havia el 2007, 1 era d'una empresa extractiva, 2 d'empreses alimentàries, 2 d'empreses de fabricació de material elèctric, 15 d'empreses de fabricació d'altres productes industrials, 30 d'empreses de construcció, 109 d'empreses de comerç i reparació d'automòbils, 8 d'empreses de transport, 16 d'empreses d'hostatgeria i restauració, 17 d'empreses d'informació i comunicació, 40 d'empreses financeres, 15 d'empreses immobiliàries, 87 d'empreses de serveis, 30 d'entitats de l'administració pública i 11 d'empreses classificades com a «altres activitats de serveis».
Dels 64 establiments de servei als particulars que hi havia el 2009, 6 eren oficines bancàries, 8 tallers de reparació d'automòbils i de material agrícola, 1 taller d'inspecció tècnica de vehicles, 2 establiments de lloguer de cotxes, 1 autoescola, 3 paletes, 6 guixaires pintors, 3 fusteries, 4 lampisteries, 1 electricista, 4 perruqueries, 9 agències de treball temporal, 8 restaurants, 5 agències immobiliàries, 2 tintoreries i 1 saló de bellesa.
Dels 22 establiments comercials que hi havia el 2009, 1 era un supermercat, 3 grans superfícies de material de bricolatge, 1 una botiga de menys de 120 m², 2 fleques, 2 carnisseries, 1 una botiga de roba, 3 botigues d'equipament de la llar, 1 una botiga d'electrodomèstics, 3 botigues de mobles, 4 botigues de material esportiu i 1 una floristeria.
L'any 2000 a Limas hi havia 14 explotacions agrícoles que ocupaven un total de 72 hectàrees.

## Equipaments sanitaris i escolars
Els 2 equipaments sanitaris que hi havia el 2009 eren farmàcies.
El 2009 hi havia 1 escola maternal i 1 escola elemental. Limas disposava d'un col·legi d'educació secundària amb 782 alumnes.

## Poblacions més properes
El següent diagrama mostra les poblacions més properes.